# Avistamento de OVNI em Alfena (1990)
Às 8 horas e 30 minutos da manhã do dia 10 de Setembro de 1990, houve um Avistamento de OVNI por várias pessoas, em locais diferentes de São Vicente de Alfena, uma freguesia no concelho de Valongo, Portugal. É, até hoje, o caso mais significativo de avistamento de OVNIs em Portugal.
Testemunhas afirmaram que o OVNI foi visto durante cerca de 50 minutos, ora imóvel ora em movimento. Um fotografo amador conseguiu bater quatro fotografias do OVNI. em que é possível perceber que o objeto possuía uma forma esférica e cinco apêndices que se assemelhavam a patas. Estas imagens foram enviadas para a NASA e para a Kodak e receberam um selo de autenticidade.
Desde então, várias investigações já foram feitas. Pela NASA, por um centro francês especializado em investigação em reentradas na atmosfera, pelo então Laboratório Nacional de Engenharia e Tecnologia Industrial (LNETI) e pelo Centro Transdisciplinar de Estudos da Consciência (CTEC) da Universidade Fernando Pessoa, e todas elas concluíram que o objecto fotografado em Alfena não tinha qualquer semelhança com objectos conhecidos, nomeadamente balões ou sondas.

## Na Mídia
- Este caso foi mencionado no episódio 4 do documentário "Histórias de OVNIs", do Canal National Geographic.[4]